# Dergatschi (Saratow)
Dergatschi (russisch Дергачи́) ist eine Siedlung städtischen Typs in der Oblast Saratow in Russland mit 8276 Einwohnern (Stand 14. Oktober 2010).

## Geographie

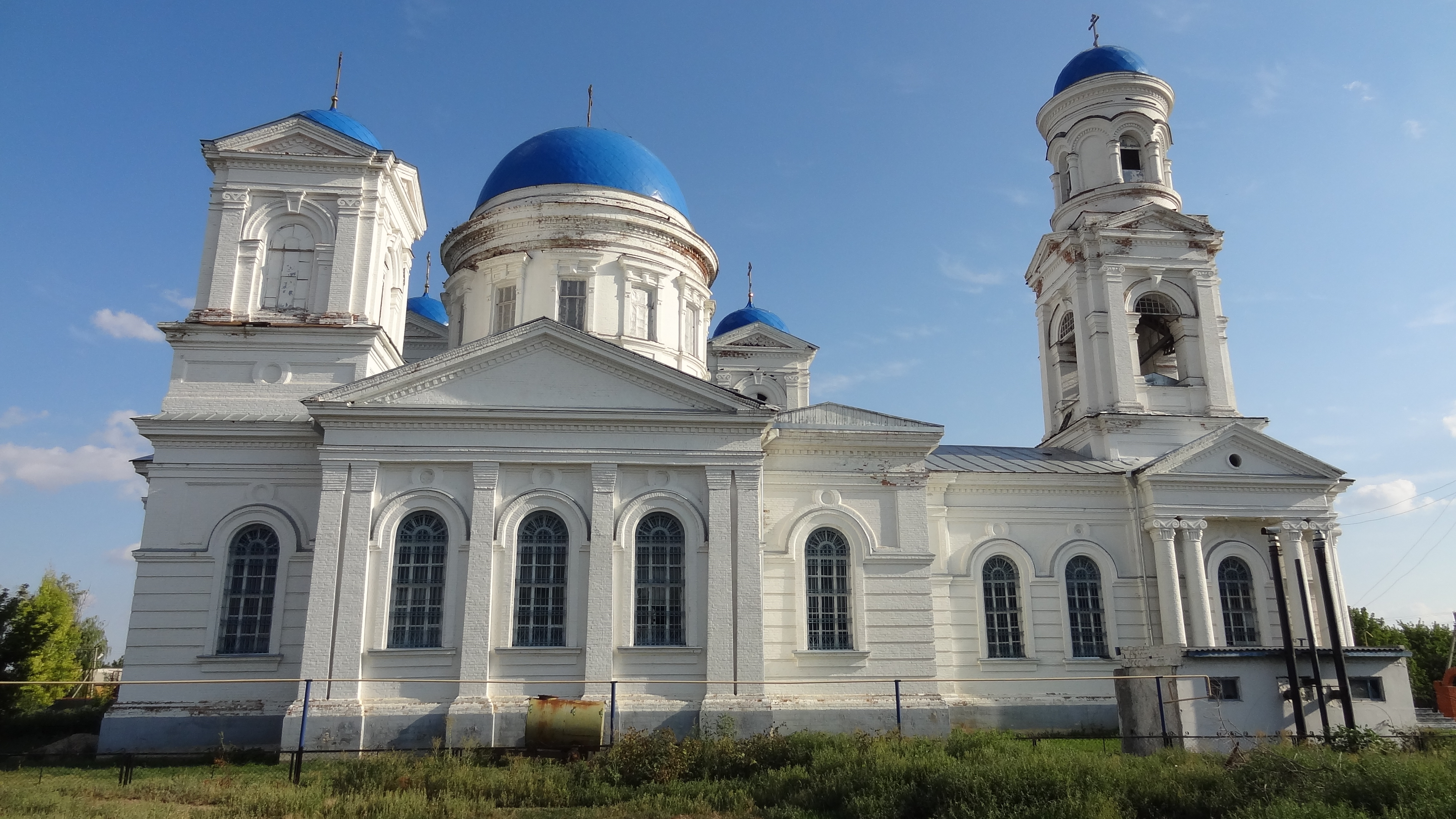
Erzengel-Michael-Kirche (erbaut 1909) in Degatschi

Der Ort liegt knapp 200 km Luftlinie ostsüdöstlich des Oblastverwaltungszentrums Saratow, etwa 50 km von der Staatsgrenze zu Kasachstan entfernt. Er befindet sich an der Altata, einem linken Nebenfluss des Großen Usen (Bolschoi Usen).
Dergatschi ist Verwaltungszentrum des Rajons Dergatschowski sowie Sitz der Stadtgemeinde Dergatschowskoje gorodskoje posselenije, zu der außerdem die Siedlungen Wassiljewka Perwaja (9 km nordwestlich) und bei der Bahnstation Transportny (13 km westnordwestlich) gehören.

## Geschichte
Der Ort wurde in der ersten Hälfte des 18. Jahrhunderts durch Umsiedler aus den westlicheren Teilen des Russischen Reiches gegründet, vermutlich 1735. 1827 kam es zu einem neuen Besiedlungsschub.
Mit der Vorbeiführung der Eisenbahnstrecke nach Uralsk (heute Oral in Kasachstan) in den 1890er-Jahren wuchs die wirtschaftliche Bedeutung von Dergatschi, und von 1919 bis 1923 war es kurzzeitig Verwaltungssitz eines Ujesds des Gouvernements Samara, zu dem es seit 1851 gehörte.
Am 23. Juli 1928 wurde Dergatschi Verwaltungssitz eines neu geschaffenen, nach ihm benannten Rajons. 1965 erhielt es den Status einer Siedlung städtischen Typs.

### Bevölkerungsentwicklung
| Jahr | Einwohner |
| ---- | --------- |
| 1939 | 06.420    |
| 1959 | 06.800    |
| 1970 | 08.814    |
| 1979 | 09.181    |
| 1989 | 10.343    |
| 2002 | 09.642    |
| 2010 | 08.276    |

Anmerkung: Volkszählungsdaten

## Verkehr
In Dergatschi befindet sich die Station Altata bei Kilometer 1078 (ab Moskau) der auf diesem Abschnitt 1894 eröffneten Eisenbahnstrecke Saratow – Jerschow – Oral (Kasachstan) – Sol-Ilezk. Einige Kilometer nördlich der Siedlung führt die von Engels bei Saratow ebenfalls über Jerschow kommende und zur kasachischen Grenze bei Osinki führende Regionalstraße (früher R236) vorbei. Sie ist Teil der Europastraße 38 und setzt sich in Kasachstan als A29 fort.

## Söhne und Töchter des Ortes
- Nikolai Piksanow (1878–1969), Literaturwissenschaftler